# Constantin IV Chliarénos
Constantin IV Chliarénos (en grec : Κωνσταντίνος Δ΄ Χλιαρηνός) est patriarche de Constantinople entre novembre 1154 et fin mai 1157.

## Biographie
Constantin Chliarènos était diacre et grand sacellaire de l'Église de Constantinople. Il est élu patriarche après le retrait de Néophyte en novembre 1154.
Il exerce la fonction deux ans et cinq mois jusqu'à sa mort fin mai 1157.